# Wendy Schaal
Wendy Schaal, född 2 juli 1954 i Chicago, Illinois, är en amerikansk skådespelerska och röstskådespelare, kanske mest känd som rösten till Francine Smith i TV-programmet American Dad!. Hennes pappa var också skådespelare.

## Filmografi
- Bound for Glory (1976)
- It's a Living (1980) (TV-serie) (1980–1981)
- Fantasy Island (1978) (TV-serie) (1980–1982)
- AfterMASH (1983) (TV-serie)
- Where the Boys Are '84 (1984)
- Fatal Vision (1984) (TV)
- Creature (1985)
- Airwolf (1986) (TV-serie)
- Macgyver (1986) (TV-serie)
- Innerspace (1987)
- Munchies (1987)
- Rätt i natten (1988) (TV-serie)
- The 'Burbs (1989)
- Northern Exposure (TV-serie)
- My Girl 2 (1994)
- Out There (1995)
- Vänner (1997) (TV-serie) Avsnitt: "The One with All the Jealousy"
- Star Trek: Voyager (1997) (TV-serie)
- Small Soldiers (1998)
- American Dad! (2005–nutid) (TV-serie) (röstskådespelare till Francine Smith)